# Dušan Borković
Dušan Borković (Pancsova, 1984. szeptember 16. – ) szerb autóversenyző. A 2013-as Túraautó-Európa-kupa és a 2020-as TCR kelet-európai kupa bajnoka.

## Pályafutása
Borković 2013-ban az Túraautó-Európa-bajnokságban futamain vett részt. Ebben az évben az összetettben a 3. helyen végzett.
2014-ben már a WTCC-ben versenyez egy Chevrolet Cruze-al. Japánban a második futamon dobogóra állhatott.
2015-re visszatért a Túraautó-Európa-kupába ahol bajnok lett, és a 12 versenyhétvégéből kilencen a pódiumra állhatott. Továbbá a WTCC-ben is lehetőséget kapott, ezúttal az első két versenyre.
2016-ban részt vett a második szezonját kezdő TCR nemzetközi sorozatban a magyar B3 Racing Team Hungary színeiben egy SEAT León TCR vezetésével. A szezonban hatszor is dobogóra állhatott, azonban győznie egyszer sem sikerült.
2017-re maradt a sorozatban és átigazolt a GE-Force csapatához. A szezonban 2 győzelmet is aratott.
2018-ban a miután a WTCC és a TCR összeolvadt, Borković az újjáalakult TCR Európa-kupába igazolt a Target Competition istállóhoz. A sorozatnyitó két versenyt rögtön megnyerte. A szezon monzai nagydíján verekedésbe került a bajnoki éllovas Mikel Azconával és csapatával, ezért a hétvége mindkét versenyéről kizárták. Az utolsó hétvégéig harcban volt a bajnoki címért, de az utolsó versenyen kiesett és 3. lett összetettben 154 pontot gyűjtve. 2018 novemberében megszületett első kislánya, Sofia.
2019-re maradt a szériában a Target-tel. A bajnokság negyedik hétvégéjén újra egy incidens okozója volt, ezért a szervezők a szezon további három versenyéről és egy szezontól is eltiltották.
2020 júliusában a Michelisz Norbert által alapított M1RA Motorsport igazolta le a 2020-as TCR kelet-európai kupába. Az első hétvégén mindent megnyert, amit csak lehetett. Megszerezte a pole-pozíciót, mindkét futamon leggyorsabb kört autózott és mindkétszer az első helyen végzett. Ezt a teljesítményét Szlovákiában megismételte. A csehországi Brnóban ismét kiemelkedett a mezőnyből és már az utolsó előtti fordulóban magabiztosan megszerezte a sorozat bajnoki címét. A szezonzáró hungaroringi futamokat is megnyerte, pole-okból indulhatott és egy leggyorsabb kört is futott. Összesen a 8 verseny alatt, 8 győzelmet, 8 első rajtkockát, 7 leggyorsabb kört szerzett és a lehető legtöbb, maximális 200 pontot is begyűjtötte.
2021. április 16-án a belga Comtoyou Racing jelentette be, hogy szerződtették a 2021-es TCR Európa-kupa kiírásra. Június 19-én a zandvoorti első versenyen a dobogós 3. helyen intették le. A szezonzáró spanyol forduló első futamán nem indult el, miután autójának komoly motorgondjai akadtak. Ezt követően visszalépett a hétvége további részétől. Az összetett bajnokságban a 12. helyen rangsorolták 192 ponttal.

## Eredményei

### Teljes Túraautó-Európa-kupa eredménylistája
(Táblázat értelmezése)

(Félkövér: pole-pozícióból indult; dőlt: leggyorsabb kört futott) 

| Év   | Csapat                 | Autó                | 1        | 2       | 3        | 4        | 5     | 6        | 7       | 8       | 9       | 10      | 11       | 12       | Helyezés | Pont |
| ---- | ---------------------- | ------------------- | -------- | ------- | -------- | -------- | ----- | -------- | ------- | ------- | ------- | ------- | -------- | -------- | -------- | ---- |
| 2013 | NIS Petrol Racing Team | SEAT León TFSI      | MNZ 1 16 | MNZ 2 9 | SVK 1 Ki | SVK 2 Ni | SAL 1 | SAL 2 12 |         |         |         |         |          |          | 3.       | 48   |
| 2013 | NIS Petrol Racing Team | Chevrolet Cruze LT  |          |         |          |          |       |          | PER 1 2 | PER 2 3 | BRN 1 3 | BRN 2 3 |          |          | 3.       | 48   |
| 2015 | NIS Petrol Racing Team | SEAT León Cup Racer | HUN 1 5  | HUN 1   | SVK 1 3  | SVK 2 1  | LEC 1 | LEC 2    | BRN 1 2 | BRN 2 1 | ZOL 1 3 | ZOL 2 1 | PER 1 Ki | PER 2 13 | 1.       | 110  |

* A szezon jelenleg is zajlik.
† A versenyt nem fejezte be, de helyezését értékelték, mert a versenytáv több, mint 75%-át teljesítette.

### Teljes WTCC-s eredménysorozata
| Év   | Csapat         | Autó                    | 1   | 1   | 2   | 2   | 3   | 3   | 4   | 4   | 5   | 5   | 6   | 6   | 7   | 7   | 8   | 8   | 9   | 9   | 10  | 10  | 11  | 11  | 12  | 12  | Helyezés | Pont |
| 2014 | Campos Racing  | Chevrolet RML Cruze TC1 | MAR | MAR | FRA | FRA | HUN | HUN | SVK | SVK | AUT | AUT | RUS | RUS | BEL | BEL | ARG | ARG | PEK | PEK | SHA | SHA | JPN | JPN | MAC | MAC | 14.      | 41   |
| ---- | -------------- | ----------------------- | --- | --- | --- | --- | --- | --- | --- | --- | --- | --- | --- | --- | --- | --- | --- | --- | --- | --- | --- | --- | --- | --- | --- | --- | -------- | ---- |
| 2014 | Campos Racing  | Chevrolet RML Cruze TC1 | 6   | Ki  | 14  | 7   | 12  | 11  | 12  | T   | Ki  | Ki  | Ki  | 11  | 9   | Ki  | Ki  | Kiz | Ki  | Nk  | 12  | 9   | 8   | 2   |     |     | 14.      | 41   |
| 2015 | Proteam Racing | Honda Civic WTCC        | ARG | ARG | MAR | MAR | HUN | HUN | DEU | DEU | RUS | RUS | SVK | SVK | FRA | FRA | POR | POR | JPN | JPN | CHN | CHN | THA | THA | QAT | QAT | 25.      | 0    |
| 2015 | Proteam Racing | Honda Civic WTCC        | 11  | Ki  | Ni  | Ni  | Vi  | Vi  |     |     |     |     |     |     |     |     |     |     |     |     |     |     |     |     |     |     | 25.      | 0    |

† A versenyt nem fejezte be, de helyezését értékelték, mert a versenytáv több, mint 90%-át teljesítette.

### Teljes TCR nemzetközi sorozat eredménylistája
| Év   | Csapat                 | Autó                     | 1   | 1   | 2   | 2   | 3   | 3   | 4   | 4   | 5    | 5   | 6   | 6   | 7   | 7   | 8   | 8   | 9   | 9   | 10  | 10  | 11  | 11  | Helyezés | Pont |
| 2016 | B3 Racing Team Hungary | SEAT León TCR            | BHR | BHR | POR | POR | BEL | BEL | ITA | ITA | AUT  | AUT | GER | GER | RUS | RUS | THA | THA | SIN | SIN | MAL | MAL | MAC | MAC | 7.       | 173  |
| ---- | ---------------------- | ------------------------ | --- | --- | --- | --- | --- | --- | --- | --- | ---- | --- | --- | --- | --- | --- | --- | --- | --- | --- | --- | --- | --- | --- | -------- | ---- |
| 2016 | B3 Racing Team Hungary | SEAT León TCR            | 6²  | 3   | 12  | Ki  | 31  | Ki  | 12† | Ni  | 11†5 | Ni  | 21  | 2   | 14  | 6   | 7   | 3   | 7   | 2   | 6   | 4   | 45  | 5   | 7.       | 173  |
| 2017 | GE-Force               | Alfa Romeo Giulietta TCR | GEO | GEO | BHR | BHR | BEL | BEL | ITA | ITA | AUT  | AUT | HUN | HUN | GER | GER | THA | THA | CHN | CHN | UAE | UAE |     |     | 8.       | 116  |
| 2017 | GE-Force               | Alfa Romeo Giulietta TCR | 9   | 4   | 4   | 1   | 16  | 11  | 9   | Ki  | 1    | Ki  | Ni  | Ki  | Ki  | Ki  | 2   | 6   | Ki  | Ni  | 9   | 8   |     |     | 8.       | 116  |

† A versenyt nem fejezte be, de helyezését értékelték, mert a versenytáv több, mint 75%-át teljesítette.

### Teljes TCR Európa-kupa eredménysorozata
| Év   | Csapat             | Autó                  | 1   | 1   | 2   | 2   | 3   | 3   | 4   | 4   | 5   | 5   | 6   | 6   | 7   | 7   | Helyezés | Pont |
| 2018 | Target Competition | Hyundai i30 N TCR     | LEC | LEC | ZAN | ZAN | SPA | SPA | HUN | HUN | ASS | ASS | MNZ | MNZ | CAT | CAT | 3.       | 154  |
| ---- | ------------------ | --------------------- | --- | --- | --- | --- | --- | --- | --- | --- | --- | --- | --- | --- | --- | --- | -------- | ---- |
| 2018 | Target Competition | Hyundai i30 N TCR     | 1   | 1   | 5   | 18  | 4   | 7   | 1   | Ki  | 6   | 3   | Kiz | Kiz | 2   | Ki  | 3.       | 154  |
| 2019 | Target Competition | Hyundai i30 N TCR     | HUN | HUN | HOC | HOC | SPA | SPA | RBR | RBR | OSC | OSC | CAT | CAT | MNZ | MNZ | 18.      | 85   |
| 2019 | Target Competition | Hyundai i30 N TCR     | 4   | 4   | 14  | Ki  | 12  | Ki  | 6   | Kiz | Et  | Et  | Et  | Et  | Et  | Et  | 18.      | 85   |
| 2021 | Comtoyou Racing    | Audi RS 3 LMS TCR     | SVK | SVK | LEC | LEC | ZAN | ZAN | SPA | SPA | NÜR | NÜR | MNZ | MNZ | CAT | CAT | 12.      | 192  |
| 2021 | Comtoyou Racing    | Audi RS 3 LMS TCR     | 74  | 10  | 14  | 11  | 3   | 4   | 12  | 14  | 8   | 9   | 76  | 7   | Ni  | Vi  | 12.      | 192  |
| 2023 | Target Competition | Hyundai Elantra N TCR | ALG | ALG | PAU | PAU | SPA | SPA | HUN | HUN | LEC | LEC | MNZ | MNZ | CAT | CAT | 4.*      | 190  |
| 2023 | Target Competition | Hyundai Elantra N TCR | 45  | Ki  | 12  | 2   | Ki6 | 6   | 62  | 4   |     |     |     |     |     |     | 4.*      | 190  |

† A versenyt nem fejezte be, de helyezését értékelték, mert a versenytáv több, mint 75%-át teljesítette.

### Teljes TCR kelet-európai kupa eredménysorozata
| 1 | 1 | 1 | 1 | 1 | 1 | 1 | 1 |

† A versenyt nem fejezte be, de helyezését értékelték, mert a versenytáv több, mint 70%-át teljesítette.